# Пјердичино (Пиза)
Пјердичино је насеље у Италији у округу Пиза, региону Тоскана.
Према процени из 2011. у насељу је живело 136 становника. Насеље се налази на надморској висини од 4 м.